# Gewog di Ugentse
Il gewog di Ugentse è uno dei quindici raggruppamenti di villaggi del distretto di Samtse, nella regione Occidentale, in Bhutan.